# Kenan Şimşek
Kenan Şimşek, född 1968, är en turkisk brottare som tog OS-silver i lätt tungviktsbrottning i fristilsklassen 1992 i Barcelona.